# 南相美
南相美（韓語：남상미，1984年5月3日—），韩国女演员。

## 個人生活
因出演《人生多美麗》與李相侖結緣，2011年成為戀人，但交往1年6個月後，於2012年12月初分手。
2015年1月24日，南相美與同齡圈外男友結婚，同年產下一名女兒。

## 演出作品

### 綜藝
- 2004年：SBS《X-man》
- 2006年：SBS《直播TV演藝 》(主持)
- 2017年：TVN《家常菜白老師3》
- 2019年：MBN《今天也學習》

### 電視劇
- 2003年：MBC《情書》飾演 林璟恩（少年）
- 2004年：SBS《不想獨自一人》
- 2005年：MBC《甜蜜間諜》飾演 李順愛
- 2005年：KBS《漂亮寶貝》饰演 刘仁敬
- 2006年：SBS《不良家族》飾演 金良雅
- 2007年：MBC《狗和狼的時間》飾演 徐智優
- 2008年：SBS《食客》飾演 金珍秀
- 2009年：KBS《天下無敵李平岡》飾演 李平岡
- 2010年：SBS《人生多美麗》飾演 傅妍珠
- 2011年：MBC《光與影》飾演 李廷惠
- 2013年：SBS《結婚的女神》飾演 宋智慧
- 2014年：KBS《朝鮮槍手》飾演 鄭秀仁
- 2017年：KBS《金科長》飾演 尹夏京
- 2018年：SBS《如果是她的話》飾演 池恩漢

### 電影
- 2003年：
- 2004年：《間諜俏辣媚（英语：Spy Girl）》
- 2004年：《靈》
- 2005年：
- 2005年：《強力三班》（Kangryeok 3Ban、Never to Lose）
- 2009年：（Distrust Hell、Possessed）
- 2012年：《桃樹》
- 2014年：
- 待定：《致名字》（이름에게）饰演 郑海秀[2]

### MV
- 2002年：申昇勳《Christmas Miracle》
- 2004年：金亨中《她不是在笑嗎》（與孔炯軫、金智錫）
- 2004年：Vintage Blue《愛是…愛是…》（與李莞）
- 2006年：李昇基《說不出口的話》
- 2009年：Zia《喝杯酒》

## 獲獎
- 2006年：MBC演技大賞－新人賞
- 2007年：MBC演技大賞－優秀賞
- 2008年：第3屆首爾國際電視節－韓流最佳人氣女演員
- 2010年：第3屆大韓民國網路治安大賞－警察廳長感謝獎
- 2013年：SBS演技大賞－10大明星賞、長篇電視劇女子最優秀演技賞（結婚的女神）
- 2014年：KBS演技大賞－最佳情侶賞（朝鮮槍手）（與李準基）
- 2014年：KBS演技大賞－女子中篇劇優秀演技賞（朝鮮槍手）
- 2018年：SBS演技大賞－PD賞（如果是她的話）